# قناة توماست
قناة توماست ( تيفيناغ: ⵜⵉⵙⵉⵜ ⵏ ⵜⵓⵎⴰⵙⵜ، إنجليزي: Toumast TV) هي قناة فضائية ليبية للطوارق، وتعني «توماست» في لغة الطوارق (تماشق) الأمة أو الهوية، وتبث قناة توماست برامجها بتماشق إلى جانب العربية والفرنسية، وتسعى القناة لتصحيح الصورة النمطية السائدة عن الطوارق.

## افتتاح القناة
أعلن في العاصمة الفرنسية باريس مساء الثلاثاء 22 يوليو 2014م، عن افتتاح قناة توماست الفضائية، وتتخذ القناة باريس مقرا لها، وستعمل القناة على إنشاء مكاتب واستوديوهات لها في مختلف بلدان شمال أفريقيا.

## توجه القناة وسياستها
وفق القائمون على قناة توماست فإنها ستنتهج خطابا وسطيا يبتعد عن الانتماءات القبلية والإقليمية في معالجة القضايا الشائكة في المنطقة وفي المسائل ذات البعد السياسي مع التركيز بشكل رئيسي على حضارة الطوارق وعلى الشأن الليبي،
```
و تهدف القناة في أن تكون نافذة مفتوحة ومنبرا قادرا على إيصال المعلومة الصحيحة للعالم حول تاريخ وواقع شعب 
الطوارق
 وسكان شمال أفريقيا 
والصحراء الكبرى
.
[
3
]
[
4
]
```